# Abdul Hameed Siddiqui
Abdul Hameed Siddiqui (geb. 21. Mai 1923 in Gujranwala, Punjab (Pakistan); gest. 18. April 1978 ebd.) war ein sunnitischer islamischer Gelehrter und Koranexeget. Er übersetzte den Sahīh Muslim in die Englische Sprache.

## Leben
Abdul Hameed Siddiqui arbeitete zunächst als Englischlehrer an einer islamischen High School in Gujranwala. Nach einem zusätzlichen Wirtschaftsstudium (M.A. an der University of the Punjab (Jāmiʿah-i Panjāb) in Lahore) unterrichtete er später in Gujranwala und Lahore. Er war Associate editor  der Zeitschrift Tarjumān al-Qurʾān. Siddiqui  gehörte der politischen Partei Jamāʿat-i Islāmī Pākistān (Islamische Gemeinschaft Pakistans) an. Für die Geschichte der muslimischen Philosophie (A History of Muslim Philosophy) von M. M. Sharif (Hrsg.) steuerte er zwei Kapitel bei (Band II): Kapitel 72 (Renaissance in Arabia, Yemen, Iraq, Syria and Lebanon: Muhammad Bin 'Abd al-Wahhab and His Movement) und Kapitel 79 (Renaissance in Indo-Pakistan: Schah Wali Allah Dihlawi). Siddiqui war Professor für Wirtschaftswissenschaft am Islamia College in Lahore. Er war Mitglied der Islamic Research Academy in Karatschi.

## Publikationen
- Life of Muhammad, Lahore 1969
- Sahih Muslim, engl. Übers., Lahore 1974[6]
- Philosophical Interpretations of History, Lahore 1969
- Prayers of the Prophet, Lahore 1969
- Prophethood in Islam, Lahore, 1968
- The Islamic Concept of Religion and Its Revival. Abdul Hameed Siddiqui, Muḥammad Saeed Ṣiddiqi. Kazi Publications, 1980
- Imam Muslim (202 - 261H)